# Episodi di Toy Boy (seconda stagione)
La seconda stagione della serie televisiva Toy Boy, composta da 13 episodi, è stata trasmessa in prima visione in Spagna dal canale Antena 3 dal 26 settembre al 21 novembre 2021.
In Italia, la stagione è stata pubblicata sulla piattaforma di streaming Netflix l'11 febbraio 2022.
| nº | Titolo originale                | Titolo italiano                 | Prima TV Spagna   | Pubblicazione Italia |
| -- | ------------------------------- | ------------------------------- | ----------------- | -------------------- |
| 1  | La persona a la que más quieres | La persona che ami più di tutte | 26 settembre 2021 | 11 febbraio 2022     |
| 2  | ¿Qué es el amor para ti?        | Cos'è il sesso per te?          | 3 ottobre 2021    | 11 febbraio 2022     |
| 3  | El precio de los dioses         | Il prezzo degli dei             | 10 ottobre 2021   | 11 febbraio 2022     |
| 4  | Cielo e Infierno                | Paradiso e inferno              | 24 ottobre 2021   | 11 febbraio 2022     |
| 5  | Templos profanados              | Templi profanati                | 31 ottobre 2021   | 11 febbraio 2022     |
| 6  | Un gesto de amor                | Un gesto d'amore                | 7 novembre 2021   | 11 febbraio 2022     |
| 7  | ¿Por qué me llaman El Turco?    | Perché mi chiamano il Turco?    | 14 novembre 2021  | 11 febbraio 2022     |
| 8  | Puertas que se abren            | Porte che si aprono             | 21 novembre 2021  | 11 febbraio 2022     |